# 감정 소진

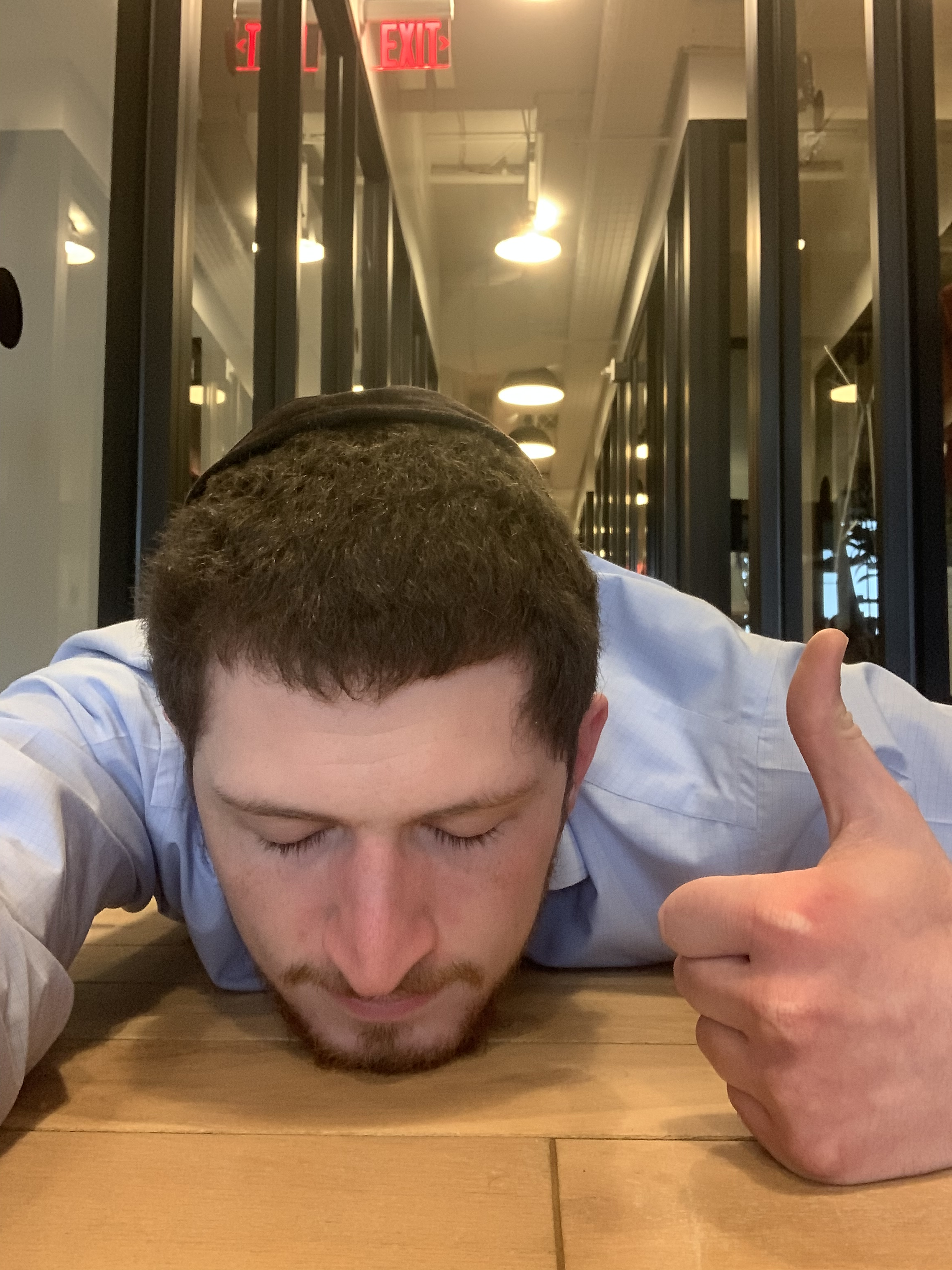

감정 소진(感情消盡, Emotional Exhaustion)은 심리학, 경영학에서 직업상의 스트레스 등으로 인해 업무에 대한 열정과 동력을 상실한 상태를 의미하는 용어이다.

## 정의
Maslach(1982)가 정의한 감정소진은 다음과 같다. 자신의 일이 힘들게 느껴지고, 힘든 일이 지속되면 스트레스가 매우 증가하게 되고, 이는 곧 업무에 대한 열정과 동력을 상실하게 된다는 것이다. 즉 근무 중에 개인의 정서적 자원을 모두 소모했다고 생각하여 긴장감과 좌절감을 느끼고, 더 나아가 일을 두려워하게 되는 상황으로 나타나는 것을 말한다.
Kahill(1988)에 따르면 감정소진은 정신적, 신체적 건강과 관련이 있다. 자존감의 저하, 성급함, 무력함, 불안감으로 나타나 두통과 피로를 동반한다. 또한 부정적 심리적 결과를 보이는데, 대인관계 거부, 개인의 사회화를 정지시키는 등 직장과 일상생활에서 아우르는 결과를 나타내고 있다. 특히 이러한 부정적 심리는 직무 성과의 양적 질적 하락을 촉진시기코 가정생활에도 그대로 반영이 된다.
부정적 심리가 위험한 것은 조직 구성원들과의 협력을 저하 할 뿐 만 아니라 타인에 대한 무관심, 짧아진 대화, 이타성의 감소, 우울증, 심한 피로감으로 나타나기 때문이다.
감정소진은 개인의 직무에 대해서 감정적으로 소진되었거나 지나치게 베푼 느낌을 반영한 것을 의미한다. 더 나아가 이런 감정소진은 신체적, 정서적, 심리적으로 소진된 느낌에 의하여 나타난다. 감정소진은 피로의 상태이며, 소진의 중요한 구성요소이다. 이는 곧 정서적 부조화로부터 긴장하거나 최선을 다해 행동을 하게 되면 인적 자원 유출함으로써 감정소진이 발생한다.
조직의 지속적인 요구와 더불어 강한 규범은 감정소진을 경험하게 하고, 개인은 이것을 극복하기 위해서 타인을 부정적으로 대하는 비인격화 현상이 발생된다. 그러나 시간이 지나면 타인이 아닌 자신의 능력에 대해 부정적으로 인식하게 되고 이는 곧 자아성취감 저하를 경험하게 된다고 주장하였다.
Burke&Greenglass(1995)는 감정소진은 다른 사람과의 빈번한 접촉으로 신체적 에너지 손실과 더불어 개인의 감정을 과도하게 사용하여 손실된 상태를 의미하며, 소진의 가장 핵심적 요소인 감정소진을 비인격화와 자아 성취감 저하의 원인으로 작용한다고 하였다. 많은 연구자들이 감정소진을 소진의 경험을 잘 설명하는 가장 중요한 요인으로 보고 있다.
업무로 인해 느끼는 신체적인 피로와 얼마나 업무가 과중한지에 대해 측정하는 요소로서의 감정소진은 소진을 가장 잘 반영한다.
감정소진은 3가지 이유에서 방지를 해야 한다.
첫 번째, 감정소진으로 인하여 사람들은 쉽게 피로를 느끼게 되고, 이와 더불어 업무에 대한 추진력과 동력을 상실하게 된다. 즉 좌절감을 느끼고 소심해지게 된다.
두 번째, 직무태도에 영향을 미치게 되는데, 이는 성취감이 부족한 것이 원인이 되어 낙담하거나 우울함, 지나친 의심이 생기게 된다.
세 번째, 감정소진은 업무의 생산력과 생산효율을 저하시킨다. 이는 곧 조직에 몰입도와 충성도를 떨어뜨리는 결과를 가져온다. 즉 개인뿐만 아니라 조직에 큰 피해를 주어 정해진 목표에 도달하기 어렵게 된다. 이러한 상황들은 조직이 불필요한 비용지출을 하는 상황에 놓이게 한다.

## 선행 요인

### 개인적 특성

#### 성격
성격은 개인적 특성 중 하나로 사람들에게 보여지는 개인의 모습으로, 외부환경이나 자극에 의해 반응하며 개인마다 다양하게 나타나고 비교적 안정적이다. 이러한 개인적 특성과 감정과의 관계를 다룬 기존의 연구들을 보면 감정소진의 여러 결정 요인 중 개인적 특성이 감정 소진의 주된 원인으로 설명되고 있다. 또한 직무환경에서 개인의 특성과 직무의 복잡한 상호작용으로도 감정소진이 발생될 수 있다.
개인의 소진에 영향을 주는 선행요인 중 하나는 바로 성격이다. 기존의 성격 5요인은 성격유형 중 인간의 성격을 그 특징에 따라서 총 다섯 개로 분류한 이론이다(서동미, 2009). 성격 5요인의 구성은 개방성, 성실성, 친화성, 안정성, 외향성의 요인으로 되어있다.
이영란(2006)은 상담사를 대상으로 연구를 진행했는데, 상담사의 성격과 소진과의 관계에서 소진에 영향을 주는 것으로 신경증과 개방성을 이야기하였다. 오은수(2012) 또한 사회복지사를 대상으로 성격과 소진 사이에 신경질적인 예민함과 개방적인 태도가 높을수록 소진도 높아지고, 친밀한 정도와 성실한 정도가 높을수록 소진이 감소한다는 결과를 보였다.
자원봉사자 상담원의 성격특성과 소진을 연구한 결과 소진을 더 나타내게 하는 요인은 신경증적인 성격이었으며, 내향적인 성격을 가진 개인일수록 감정소진과 비인격화가 더 자주 관찰되었다. 반면 외향성은 감정소진과 부(-)의 상관관계를 가지며, 자아성취감 저하에 정(+)의 상관관계를 가진다고 하였다(Bakker et al., 2006).
김정숙(2012)의 치과의사를 대상으로 한 연구에 의하면 성격 5요인 중 신경증은 소진의 하위차원인 감정소진, 비인격화, 자아성취감 저하에 모두 긍정적인의 영향을 주며, 외향성과 친화성은 부정적인 영향을 준다고 하였다. 또한 외향성을 제외한 4개의 요인들이 감정소진과 비인격화, 자아성취감 저하에 유의미한 영향이 있다는 결과를 얻었다. 학교 상담자를 대상으로 하여 신경증이 소진과 직접적 관계가 있으며, 상담자의 외향성이 높을 경우 증가된 감정소진과 자아성취감 저하를 발견할 수 있었다(Milles&Huebner, 199). 또한 친화성은 비인격화와 유의한 관계가 있다고 하였다.
박현숙&이영애(2009)에 의하면 놀이치료자를 대상으로 연구하면서 놀이치료자의 소진을 높이는 요인을 강한 신경증, 그리고 낮은 개방성과 성실성으로 꼽았다.
이선령&윤혜현(2008)은 외식 종사원을 대상으로 외향성, 신경증이 소진, 직무만족에 어떤 영향을 미치는지 알아보기 위해 연구를 실시했고, 그 결과 종사원들이 높은 외향성을 가질 경우 자아성취감 저하와 부정적인 영향을 주지만, 반대로 높은 신경증을 가질 경우 감정소진과 비인격화에 긍정적인 영향을 주는 것으로 드러났다. 따라서 종사원의 소진을 줄이기 위해 높은 신경증을 지니는 종사원들에게 알맞은 훈련과 교육을 실시하고, 높은 외향성을 지니는 종사원들에게는 고객들을 상대하는 위치를 서비스 접점으로 하는 것이 적합하다고 하였다.

#### 완벽주의
완벽주의는 이루기를 원하여 끊임없이 노력해야 하는 보다 완벽한 상태가 존재한다고 믿는 신념이다(Rheaume, 1995). Slaney&Ashby(1996)는 완벽주의를 자신을 향해 높은 기준을 설정하여 보다 높은 성취감을 얻고자 하는 것을 중심으로, 질서와 정돈을 원하는 성향으로 정의하였다.
개인의 특성 중 하나인 완벽주의는 긍정적인 측면과 부정적인 측면 두 가지를 모두 갖는다. 그렇기 때문에 다양한 모습을 보이고 개념적으로 모호하다. 하지만 대부분 완벽주의 연구자들은 완벽주의가 수행이 완벽하기를 원해 과도하게 높은 목표를 잡고 과업을 수행한다고 본다(권성현, 2009). 완벽주의가 기능적으로 작용할 경우에는 자존감과 자기효능감과 성취가 증가하는 긍정적인 영향을 준다. 하지만 역기능적으로 작용할 경우에는 그러한 성취에 대한 압박이 증가하거나 위기의식, 소외감, 소진, 불안 등을 유발한다(김혜경, 2010).
개인에게 완벽주의 성향이 높을수록 그 개인은 합리적이거나 존재하지 않는 실현 불가능한 목표와 기준을 달성하고자 심리적 갈등이나 불안, 우울 등과 같이 본인을 비난하는 상태에 빠지게 되어 스스로를 부정적으로 평가한다. 따라서 쉽게 만족하지 않고 스스로를 열등하다고 인식하는 경향을 보인다. 더 나아가 목표를 달성하는 과정에서 완벽주의를 가지는 사람들이 왜곡된 비논리적 사고, 비합리적인 행동, 자기 파괴적인 욕구를 보이며 경쟁에 집착한다. 동시에 생산성과 업적을 기준으로 평가하여 대인관계에 문제를 일으키고 성과가 아니라 처벌을 경험하기 쉬워져 정신적인 건강을 해지는 결과를 나타낸다(Burs, 1980; Pacht, 1984).
역기능적 완벽주의 집단은 추구하는 완벽주의가 높고, 완벽주의에 대한 부정적인 경험을 자주 겪는다. 이 집단은 상황을 통제할 수 없는 것으로 보고, 직접적으로 돌파하는 것이 아니라 회피하는 방법을 택한다. 이런 방법은 결국 부정적인 정서 즉, 우울, 불안, 강박증상, 소진 등과 깊은 관련을 보이게 된다.
Ellis(1962)의 합리적 정서적 치료(Rational Emotive Therapy)이론을 바탕으로 정서와 행동 사이에서 작용한 비합리적인 신념이 감정소진과 태도에 부정적인 영향을 준다고 이야기하였다. 다시 말해 조직 구성원으로 완벽주의자의 비합리적인 신념인 개인의 승인 욕구, 자기에 대한 높은 기대, 좌절 등이 조직 구성원의 정서와 행동에 개입하여 스트레스와 소진이라는 부정적인 결과를 이끌어내는 것이다.
완벽주의와 소진 간의 관계를 연구한 결과, 자기 지향적인 완벽주의자들이 기준을 높게 설정하여 평가를 매우 엄격하게 하며, 실패를 회피하려는 성향을 보인다. 즉, 완벽해지길 원하는 동기를 가짐으로써 쉽게 우울증에 걸리고, 자기비난을 과하게 하며 실패하기를 두려워하는 경향을 보인다(Blankstein at al, 1991).

#### 자기효능감
자기효능감은 특정한 과업 성과를 달성하고자 필요로 하는 능력에 대해 가지는 개인의 확신이다. 이는 실제 개인이 가지고 있는 능력이 아니라 개인의 지각에 의해 달라지는 주관적인 판단에 가깝다(Bandura, 1977).
자기효능감은 개인의 행동을 결정하는 데에 작용하는 중요한 변수들과 행동 사이를 연결하여 개인의 사고유형, 정서적 반응, 적응, 행동과 역할 수행 등에 영향을 주고 있다. 즉 높은 자기효능감을 가질수록 목표를 달성하기 위해 필요로 하는 정보와 경험이 보다 여유롭고 그러한 자원을 이용할 수 있는 능력이 높다. 따라서 업무 수행에 있어서 상대적으로 많은 노력을 투자하며 정보나 기술을 획득하는 데에 있어서 적극적인 태도를 가진다.
Bandura(1977)는 소진을 유발하는 다른 원인에 대해 다음과 같이 이야기하였다. 개인이 지니는 능력치를 낮게 판단하여 어떠한 상황을 실행할 수 없다고 생각하면, 그 상황을 더욱 부정적으로 인식하여 심리적 소진, 즉 감정소진으로 이어진다. 그리고 이런 상황에 대해 본인이 보다 긍정적으로 인식하고 대응할 수 있는 신념이 바로 자기효능감인 것이다.
자기효능감은 개인이 택한 특정한 일에 어느 정도의 노력을 들이는지에 대해 설명한다. 또한 개인이 힘든 시기에 당면했을 때, 그 일을 얼마만큼 효과적으로 유지하고 지속할 수 있는가에 대해 깊은 관계가 있다고 한다. 특정 업무를 수행해야 하는 상황에서 개인의 능력에 대해 의심하는 사람들은 정신적·육체적으로 힘든 상황에 맞닥뜨렸을 때 보다 소극적이 되며 그 어려운 상황을 대처하지 못하고 회피하는 성향을 보인다. 결국 이로 인해 보다 스트레스에 예민해지며, 우울증 혹은 감정소진을 경험하기도 한다.
Greenglass&Burke(1988)는 자기효능감이 낮은 사람들이 경우에 감정소진의 발생이 비교적 쉽게 일어난다고 하였다. Friedman(2000)은 업무수행의 성공에 대한 본인의 기대와 스스로가 만족하지 못하는 사실 사이의 불일치로 인해 직무스트레스가 유발된다고 하였다. 이런 스트레스의 유발은 자기효능감을 낮추며, 이로 인해 성취감의 결여, 좌절감, 탈진을 차례로 겪고 감정소진으로 이어진다고 하였다. 소진은 단순한 육체적인 피곤이나 혹은 역할갈등으로 인한 정신적 에너지의 고갈 때문만이 발생 이유가 아니다. 다시 말해 업무특성이나 결과에 대한 스스로의 기대와 그 실제 사이에 괴리가 발생하고, 이를 인식할 경우 자기효능감이 낮아지며 결국 성취감 저하 또한 발생한다.
거의 모든 연구에서 자기효능감은 소진에 보다 긍정적인 영향을 주는 요인으로 나타났다. 동시에 자기효능감은 소진의 발생을 낮출 수 있는 중요한 요인인 것이다. 양야기(2011)는 자기효능감이 나이나 교육수준과 같은 일반적인 특성에 따라 차이가 있지만, 자기효능감과 소진과의 관계를 볼 때 높은 자기효능감은 낮은 소진으로 이어짐을 알 수 있다고 하였다.

### 개인적 자원
Shirom(1989)는 최초로 감정소진을 설명하기 위해 자원보존이론이라는 틀을 적용했다.
Shirom(1989)는 더 이상 되돌릴 수 없는 손실된 자원을 지각할 때에 소진으로 이어진다고 하였다. 다시 말해, 조직이나 환경에서 요구가 발생하고 이에 대응하고자 하지만 계속해서 쌓여있는 피로감과 감성소진으로 인해 더 이상 자원을 활용할 수 없는 상태가 소진이라고 하였다. 자원획득분이 자원손실을 상쇄시키지 않는다면, 자원이 감소되는 속도는 점점 빨라지고, 그 손실정도는 더 강해진다고 하였다. 즉, 감정소진은 자원감소의 속도가 빨라지고 동시에 손실이 강해지는 상태가 지속되어 결과적으로 자원이 빈곤해지는 것이다. 그리고 자원을 보층·획득하는 양이 자원을 소모하는 속도를 따라가지 못한다면 소진은 불가피하다고 주장하였다.
자원보존이론의 가정은 사람들이 자신의 노력을 스스로가 귀하다고 여기는 무언가를 확보하고, 보유하고, 보호하고, 육성하는 데에 투자한다는 것이다. 즉 자원을 확보·보유·보호·육성함으로써 인간의 동기가 발생된다. 자원보존이론 상에서는 감정소진은 직무요구에 적합한 자원의 부족을 인식하 경우, 실제로 자원을 상실할 경우, 그리고 타 자원에 투자한 다음 그 자원을 다시 회수하지 못한 경우에 발생한다고 본다.
Hobfoll(2002)은 이 이론의 시각에서 스스로 가치 있다고 여기는 자원을 보존하거나 혹은 촉진시키는 원천으로서 사회적 관계를 보았다. 사회적 관계에 의해 자원을 상실하는 것을 막을 수 있고, 다른 자원을 확보할 수 있다고 주장하였다. 이 때 개인적 자원의 구성요소는 대표적으로 사회적 지지나 보상 등을 들 수 있다. 사회적 지지는 일종의 다양하고 긍정적인 자원으로서 대인관계를 통해서 얻을 수 있다.
구성원이 감정적으로 편안하다고 느끼며, 발생한 문제를 해결하기 위한 도움과 지원, 서비스 및 사회적 네트워크의 일부로서 소속감을 느끼게 해주는 대인관계로서 타인을 향한 긍정적인 정서적 표출, 타인의 행동에 대한 인정, 타인을 도와줄 수 있는 관계 등을 포함한다.
사회적 지지는 종사원이 스트레스를 받고 이런 스트레스로 인해 본인을 돌보지 못하는 경우, 자아의 긍정적인 모습을 바라보도록 도와주며, 이를 통해 비인격화 정도를 감소시키고 개인의 성취에 대한 지각을 높일 수 있다.
금전적 보상은 직무만족도와 가장 깊은 관련성을 가지는 선행요인이며, 동시에 소진과의 관련도 직접적인 중요 자원이라고 말할 수 있다.

### 직무특성

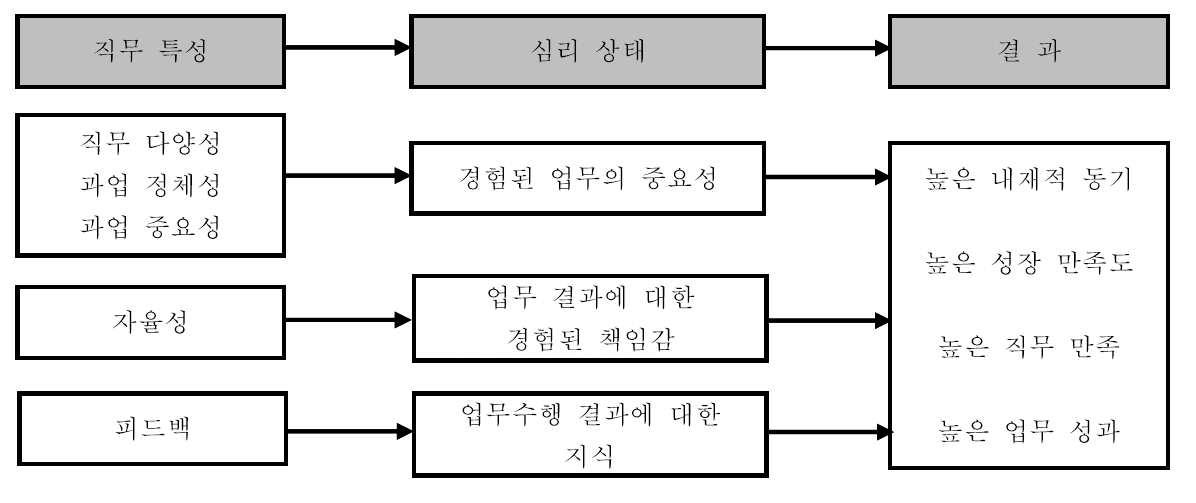
직무특성 모형

Hackman&J, R.&Oldham(1976)의 직무특성이론은 구성원의 동기나 직무만족에 대한 영향을 미치는 요인으로 직무특성을 설명한다. 이때 직무는 직무 다양성, 과업 정체성, 과업 중요성, 자율성, 피드백 총 5가지의 중요한 직무특성을 갖는다. 직무특성이론에 의하면 직무특성과 심리 상태, 그리고 결과변수가 존재한다. 직무특성에서 직무 다양성과 과업 정체성, 과업 중요도는 경험된 업무의 중요성을, 자율성은 업무 결과에 대한 경험된 책임감을, 그리고 피드백은 업무수행 결과에 따른 지식을 갖게 한다. 심리 상태는 이렇게 총 세 가지로 구분되는데 이 심리상태는 결과변수로서 높은 내제적 동기, 높은 성장 만족도, 높은 직무 만족, 높은 업무 성과에 영향을 준다.
Spector&Jex(1991)은 과업 정체성과 자율성, 피드백이라는 직무 특성이 충분하지 않는다면 작업자가 좌절과 불안을 느끼는 현상이 증가할 수 있다고 주장하였다. 그들은 직무 다양성이나 과업 중요성은 작업자의 부정적인 정서 상태와 직접적인 관련이 없는 것으로 파악했지만, 작업자가 핵심적으로 인식하는 직무특성인 과업 정체성과 자율성, 피드백은 작업자의 부정적인 심리와 연관이 있음을 확인하였다. Kelloway&Barling(1991)도 마찬가지로 자율성과 과업 정체성, 그리고 피드백이 개인적 소진과 부(-)의 관계가 있음을 확인하였다. 그들은 직무 다양성이나 과업 중요성보다 앞선 세 가지의 직무 특성이 감정소진과 직접적인 부의 관계가 있다고 하였다. Gaines&Jermier(1983)은 조직 구성원에게 감정소진 현상이 비교적 낮은 상황을 세 가지로 이야기 하였다. 첫째, 직무에 결정권한이 포함되어 있을 경우이다. 둘째, 여러 방면의 과업내용과 보다 전문적으로 처리해야 하는 기술을 요구하는 과업일 경우이다. 그리고 셋째, 작업자가 개인의 경력에 대한 기회를 높일 수 있는 조직의 핵심적인 직무를 작업하는 경우이다. 그들은 직무특성 중에서 자율성뿐만 아니라 직무 다양성과 과업 중요성이 감정소진과 아주 밀접한 관계가 있다고 하였다.

### 감정노동
감정노동이란 노동자가 자신의 감정을 관리함으로써 타인이 바라보는 표정과 육체적인 표현을 조절하는 것을 의미한다. 이것은 단순하게 개인이 감정을 조절하는 것에서 끝나지 않는다. 노동자가 임금을 목적으로, 판매하는 상품으로서 교환가치를 지니는 것이다. 노동자는 상대하는 소비자가 노동자로부터 자신을 보살피고 있다는 심리를 느끼게끔 겉으로 드러나는 외모와 표정을 관리해야 한다. 이 과정에서 노동자가 실제 느끼는 감정을 억압하거나, 자신이 느끼지 않는 감정을 표현해야 하는 것을 전부 노동의 일종으로 본다.
감정노동은 감정부조화를 일으킨다. 또한 감정부조화로 인한 긴장은 감정노동자들의 감정자원을 소진시킨다. 감정노동을 연구하는 다양한 연구자들은 감정노동의 하위 요소인 표면행동과 내면행동에 대해, 표면행동은 감정소진을 확대시킨다는 점에서 동의하지만, 내면행동이 감정소진에 미치는 영향에 대해서는 서로 의견이 다른 부분이 존재한다. 먼저, Grandey(2003)은 감정노동의 하위 차원인 표면행동과 내면행동 모두 감정소진을 증가시킨다고 주장하였다.
표면행동은 표현해야 하는 감정과 실제 노동자가 느끼는 감정 간의괴리를 발생시키고 결국 감정소진을 유발한다. 내면행동의 경우, 노동자가 실제로 경험하는 감정을 규범적 감정과 같게 만드는 데에 신체적, 정신적 에너지가 필요로 한다. 하지만 Brotheridge&Grandey(2002)는 내면행동이 감정소진을 감소시킨다고 주장하였다. 이들의 주장에 의하면 종업원이 조직의 규범적 감정을 내면행동을 통해 수행하고, 감정부조화를 줄이며 결과적으로 높은 수준의 과업 성과를 달성할 수 있다. Grandey(2003)의 가설은 내면행동이 감정소진을 증가시킨다는 것이었지만, 연구결과는 그렇지 않았다. 연구결과에 의하면 감정노동자가 내면행동을 하면 소비자가 긍정적인 반응을 해주는데, 이 때 고객의 긍정적 반응을 지켜본 노동자가 내면행동을 하면서 발생한 감정소진을 회복시킬 수 있는 것이다.
정경숙&최수정(2015)의 연구에 의하면 감정표현규범은 고객과 긍정적인 상호작용을 할 수 이있는 표준적 지침이며, 특정 상황에서 어떤 감정을 느끼는 것이 적합한지에 대해, 그리고 그 감정을 어떻게 전달하고 밖으로 드러낼 것인지에 대한 가이드라인을 제시하다는 장점을 가진다. 그러나 동시에 종업원에게 많은 감정노동을 시키는 것이 바로 감정표현규범이다. 감정노동이 발생하는 원인은 종업원이 실제 현실에서 느끼는 감정과 감정표현규범에 의해 표현해야 하는 혹은 절제해야 하는 감정 사이의 괴리에서 발생한다. 이 둘 사이에 괴리가 발생할 경우 종업원은 그 차이를 없애고자 자신이 실제 느끼는 감정을 억제하고 조직이 표현하길 원하는 감정을 거짓으로 표현하는 표면행동을 한다. 아니면 감정표현규범을 따르기 위해 스스로의 감정을 변경하는 내면행동을 한다. 이와 같이 감정표현규범에 의해 진짜 감정을 숨기고 조직이 요구하는 감정을 만드는 표면행동은 감정부조화를 유발한다. 그리고 감정부조화는 감정소진으로 연결되고 종업원의 의욕을 떨어뜨린다. 동시에 종업원이 고객에게 무관심하게 만드는 등 서비스의 질적인 측면에서 그리고 과업 성과에서 부정적인 요인으로 작용한다. 즉, 감정부조화는 감정소진을 증가시켜 과업 성과를 떨어뜨린다.
Hochschild(1983)는 종업원, 특히 서비스직에 종사하는 종업원은 과업을 수행하는 과정에서 조직이 바람직하다고 생각하는 감정표현규범을 위해 본인이 느끼는 감정을 억제하는 등 감정을 관리해야 한다고 제시했다. 따라서 실제 경험하는 감정과 겉으로 드러내야 하는 감정이 일치하지 않아 감정부조화가 일어나고, 결국 종업원들은 감정소진, 탈인격화, 자아성취감의 저하와 같은 소진을 경험한다.

### 역할갈등
역할갈등은 조직의 구성원이 역할을 수행하는 데 있어서 필요한 파트너로부터 같은 순간에 만족하게 할 수 없는 모순된 과업 요구나 기대를 받는 정도라고 할 수 있다. 개인이 서로 다른 기대를 받는 위치에 있다면 본인의 역할에서 요구되는 것과 실제 구성원이 수행하는 역할이 불일치하거나 양립되지 않음으로써 발생하는 정신적 혼돈이다. 즉, 역할갈등은 조직의 개인이 서로 일치하지 않는 혹은 반대되는 기대와 역할과 마주하였을 때 느끼는 것이다.

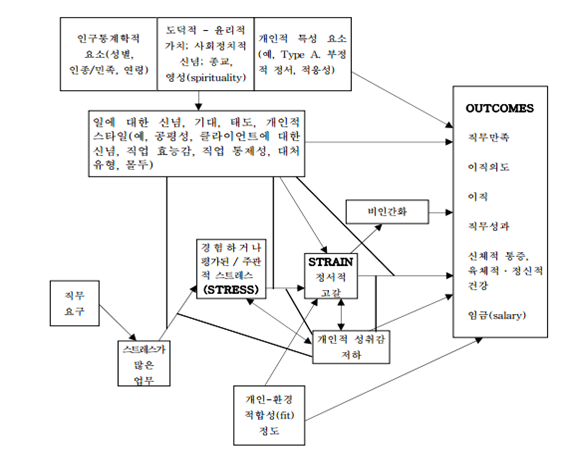
SSO 모형

Koeske(1993)의 과정모델(SSO : Stress-Strain-Outcome Model)을 바탕으로 직무스트레스 유발요인(사건의 발생)-스트레스(스트레스에 대한 지각)-긴장(소진)-성과(직무불만족)를 경로 분석해 본 결과로 역할갈등은 소진에 직접적이고 밀접한 영향이 있음과 동시에 직무불만족의 원인으로서 소진이 작용하는 것을 알 수 있었다.
권용수(2006)에 의하면 역할갈등은 직무스트레스를 통해서 이직의도에 영향을 미쳤다. 이때 직무스트레스는 감정소진과 냉소를 포괄한다. 교사를 대상으로 역할갈등과 소진의 관계를 연구한 결과로, 역할갈등과 소진 사이에 정의 관계가 있음을 밝혔다.
다양한 역할이 존재하고 역할 환경으로 인해 각기 다른 역할이 계속하여 일치하지 않으면 소진을 겪게 된다. 따라서 공무를 수행할 때 겪는 역할 갈등은 올바른 시각에서 현실을 바라보지 못한다. 혹은 현실에 맞는 법규에 대해 적합하지 않은 방안이나 명령을 그대로 집행하게 되면서 시민이나 고객과 같은 그 대상자들 사이에서 저항이 발생하고, 이로 인해 소진이 일어나기도 한다.
개인이 가지고 있는 윤리적 신념이 자신이 소속된 조직의 윤리적 신념과 반대되거나, 과업 수행에 대해 자신이 가지는 가치와 고객들이 가지는 가치가 다르기 때문에, 받아들일 수 없는 요구가 발생함으로써 갈등이 생긴다면 이런 경우 또한 소진이 높아진다.
이렇듯 역할갈등은 직무 소진과 직접적인 정의 관계가 있는 선행요인임을 알 수 있다.

### 조직공정성
사회적 교환이론으로 조직의 불공정성이 감정소진에 영향을 미침을 설명할 수 있다. 먼저 사회적 교환이론의 가정은 사람들이 유지하는 모든 관계에서 동일한 형태로 행동을 하지는 않지만, 일종의 교환을 거치면서 특별한 관계로 발전시킨다는 것이다.
사회적 교환이론에 의하면 소진은 개인과의 교환관계 혹은 조직과의 교환관계에 있어서 상호호혜성이 부족할 때 발생한다. Walster(1978)은 종업원이 가지는 교환관계에서 상호호혜성의 부족이나 불공정함을 인지할 경우, 종업원은 상당한 스트레스를 경험하고 이어 소진을 경험한다. 이외에도 많은 연구에서 사회적 교환관계에서 개인이 느끼는 불공정이 소진과 깊은 관련이 있음을 주장하였다.
개인이 느끼는 불공정성이 소진으로 이어진다는 것은 조직 공정성 이론으로도 설명할 수 있다. 조직 공정성이란 조직 안에서 체계화된 제도나 구성원 사이에 발생하는 의사결정이 얼마나 공정하게 이루어지고 있는가에 대해 조직 구성원이 느끼는 정도라고 할 수 있다.
이 공정성이론을 통해서 학습된 무기력감으로 감정소진과의 관계를 이야기할 수 있다. 이 때 학습된 무기력감은 소진으로 인해 나타나는 증상 중 하나인데, 조직의 과업과 가정에 있어서 스트레스를 유발하는 상황에 계속적으로 노출됨으로써 조장되는 무관심과 수동적인 상태를 의미한다.
불공정성을 지각하게 되면 부정적인 감정상태와 인지적인 반응을 유발한다. 그렇기 때문에 근로자들은 정신적인 번민 상태를 경험한다.
구체적으로는 불공정성을 지각한 개인은 직무뿐만 아니라 나아가 조직 전체에 냉소적인 태도를 갖게 된다. 이런 냉소적인 태도는 소진으로 이어진다. 다시 말해 개인이 불공정하다고 느낄 때, 과업을 수행하는 장소에서 자신의 처우가 얼마나 불평등한지에 대해서도 지각을 하게 된다. 이는 개인을 심리적인 고민을 겪게 하고 결과적으로 조직에 대해 갖는 태도를 냉소적으로 바꾸면서 소진이 발생한다.

### 조직문화
문화에 대한 개념은 다양하게 볼 수 있는데, 이는 문화가 조직을 둘러싼 환경이며 그 조직은 특정 집단마다 각각 다른 방식으로 다양한 환경을 인식하며 반응하기 때문이다.
문화에 대한 개념이 다양한 만큼 조직문화도 다양한 개념을 가지고 있다. 조직문화는 조직구성원들이 공유하는 가치, 상징, 행위, 가정들로 정의 할 수 있다.
이런 조직문화가 감정소진에 영향을 미친다는 결과를 얻은 다양한 연구가 있다. 먼저 이선영(2011)은 어떤 노인요양시설의 조직 문화 유형이 요양보호사의 소진에 영향을 미치는지에 대해 연구하였다. 그 결과 개발문화가 요양보호사의 높은 소진을 유발시켰으며, 조직 문화가 보다 합리문화에 가까울수록 요양보호사의 소진이 증가하였다.
이승영(2010)은 카지노에 종사하는 종사자가 조직문화를 인식하는 데에 있어서 개인이 속한 조직 문화가 관계지향적이고 위계지향적일수록 소진에 부정적인 영향을 미친다는 결과를 얻었다. 또한 조직문화가 매개로서 작용하여 감정노동이 감정소진에 부(+)의 영향을 미친다고 설명하였으며, 특수교사와 학생과의 관계에 있어서, 조직문화를 통해서 감정노동이 직무 스트레스에 영향을 미치고 그 영향이 소진에까지 이어진다고 주장하였다.

## 결과 요인

### 조직몰입
조직몰입은 조직의 구성원들이 조직의 이익을 위해 노력하는 의지와, 그들이 조직에 남아있고 싶은 욕구, 그리고 그들이 속한 조직이 추구하는 목표와 가치를 수용하고자 하는 자세이다. 이 때 개인이 조직의 목표와 가치를 수용하는 상태는 조직과의 일체감이라고 하며, 조직 구성원이 자신이 속한 조직 업무에 대한 역할에 심리적으로 강하게 열중하는 상태를 몰입도라고 말하며, 조직에 대해 가지는 애정과 집착을 충성도라고 한다.
Mowday, Porter&Steers(1982)은 개인이 조직의 달성하고자하는 목표와 가치를 위해 노력하는 헌신적인 상태를 조직몰입으로 봤다. 동시에 조직몰입은 개인이 조직에 높은 신뢰와 애정을 보이고, 지속적으로 그 구성원으로 남길 원하는 거대한 욕구라고 하였다.
직업무용수를 대상으로 실시한 연구에서는 감정소진과 자아성취감 저하를 느낄 경우, 이는 조직몰입을 방해한다는 결과를 얻었다(소영호&조성림, 2010). 이를 통해 직업무용수들이 경험하는 감정소진과 자아성취감의 소진 정도가 높을 때 그들이 속하는 조직의 조직몰입이 감소될 수 있음을 이야기하였다.
또한 소영호(2009)는 상업 스포츠센터 종사자를 대상으로 소진과 조직몰입, 이직의도의 관계를 연구하면서 소진이 조직몰입에 부정적인 영향을 미치는 것으로 주장하였다. 그렇기 때문에 인적자원을 효율적으로 관리하기 위해서는 조직 구성원이 경험하는 소진을 줄이고 조직몰입을 높이기 위해 조직 차원에서 전략적으로 조직을 관리해야 함을 이야기하였다.
Maslach & Jackson(1981)의 연구를 토대로 조직몰입에 부(-)의 결과로 영향을 미치는 감정소진을 밝혔다. 또한 Rafaeli& Sutton(1987)은 종사자가 소진을 겪을 경우 직무만족과 조직몰입의 수준은 상당하게 떨어지게 된다. 그로 인해 개인에게 육체적, 정신적으로 문제가 발생하게 되고, 같은 조직 내에서 일하는 다른 종사자들에게 결코 긍정적인 영향을 미치지 않는 것을 발견하였다. 즉, 한 개인이 감정소진을 느낀다면 그 영향이 부정적으로 다른 종사자에게 이어지고 결국 그 조직의 성과에도 악영향이 미친다. Jackson, Turner& Brief(1987)도 소진은 조직몰입에 부정적인 영향을 준다고 주장하였으며, Turnipseed(1994)의 연구를 소진을 느낀 조직 구성원이 조직몰입과 직무만족을 느끼는 수준이 감소했으며, 결근이나 이직 등 조직 전체의 과업 성과와 생산성을 저해하는 결과와 밀접한 연관이 있음을 이야기하였다.
Katarina&Jari-Erik(2004)는 일반 사무직 종사자 286명을 대상으로 실시한 연구를 통해서 조직 구성원의 소진과 조직몰입이 가지는 관계를 파악하였다. 그 결과, 조직 구성원이 경험하는 소진에 대한 부의 상관관계를 가진다고 하였다. 뿐만 아니라, 심리 상담원 175명을 대상으로 연구를 실시한 Wright&Hobfoll(2004)는 조직 구성원의 소진이 조직몰입을 방해하는 부정적인 영향을 영향을 준다고 하였다.

### 직무만족
직무만족이란 조직의 구성원이 개인의 직무 혹은 그와 관련된 경험을 평가하고 스스로 얻는 만족스러운 정도 혹은 긍정적인 심리적 상태이다 즉, 직무만족은 조직 구성원이 개인의 직무에 가지는 태도이며 동시에 이에 대해 느끼는 긍정적인 정서이다. 대표적인 긍정적인 정서로는 신념, 가치, 욕구 등이 있다.
결과적으로 직무만족은 개인이 얻고자 하는 기대와 실제 개인이 얻는 것의 차이에서 오는 주관적인 개념임과 동시에 직무를 향해 조직 구성원이 갖는 정서적 상태이다.
감정소진이 직무만족과 갖는 인과관계는 oeske(1993)의 과정모델( Stress-Strain-Outcome Model)을 통해 설명할 수 있다. Cherniss(1980), Koeske& Koeske(1993), Um & Harrison(1998)와 같은 연구자들은 SSO 모델을 이용하여 직무 만족과 소진의 하위차원인 감정소진의 인과를 설명하는 이론으로 주목하고 있다. SSO 모델은 직무 만족에 영향을 미치는 요인으로서 소진 혹은 그 하위요인인 감정소진을 파악하였다.
이 모델의 가정은 직무 스트레스원(workstressor, 객관적인 사건)이 스트레스(인식된 문제상황)로 이어지고, 이것이 다시 스트레인(소진)으로 이어지며 결국 결과(직무불만족)이라는 결과를 가져온다는 것이다.
많은 선행연구에서 조직 구성원이 느끼는 소진과 직무만족의 관계를 직무만족과 소진이 매우 직접적인 부정적 상관관계를 가지고 있는 것으로 설명하고 있다. 조성연(2005)은 보육교사의 소진을 연구하면서 보육교사가 소진을 경험할 경우 이는 직무 만족에 부정적인 영향을 준다고 하였다. 즉, 보육교사의 소진 중 그 하위차원인 감정소진과 자아성취감 저하가 직무만족에 부정적인 영향을 미친다는 결과를 얻었다. 또한 해외 연구의 경우에는 Um&Harrison(1998)이 임상사회복지사를 대상으로 하여 스트레스와 소진, 직무만족의 관계를 연구하였다. 그 결과, 감정소진이 증가할수록 직무 불만족과 정(+)의 관계를 가지고, 직무 만족의 정도가 감소한다. 또한 Ali. H. Mubammd&H. I. Hamdy(2005)는 208명의 아랍 직원을 대상으로 소진에 대한 연구를 실시했고, 그들은 소진이 이직의도에 정(+)의 영향을 미치고, 직무 만족과 조직 몰입에 부(-)의 영향을 주는 것을 밝혔다.
호텔 종사원의 소진과 직무만족, 조직몰입의 관계를 연구한 김일호(2012)는 직무만족에 부적인 영향을 주는 것이 감정소진과 자아성취감 저하라고 하였다. 또한 호텔 종사원의 높은 직무만족을 유도하기 위해서 종사원의 정서와 성취감을 관리함으로써 소진의 수준을 낮추고 조직이 추구하는 목표를 달성하는 것을 중요한 점으로 이야기하였다.
오정학(2011)의 연구는 항공사 객실승무원을 대상으로 실시하였는데, 소진과 직무만족의 관계에 관한 연구였다. 이 연구를 통해 감정소진과 비인격화가 직무만족과 부(-)의 관계를 가지며, 객실승무언의 직무만족을 높이는 방법은 소진에 영향을 주는 요인을 파악하여 이를 감소시킬 수 있도록 지원하는 환경을 만드는 것이라고 주장하였다.

## 사례

### 간호사
고객과의 접촉이 잦은 서비스 산업에 종사하는 종업원들의 경우, 그들이 경험하는 감정소진은 고객응대과정에 부정적인 영향을 미쳐 서비스 행동에까지 영향을 미칠 가능성이 크다. Maslach(1982)의 연구를 통해 종업원이 경험하는 감정소진이 고객을 응대하는 데에 있어 부정적인 영향을 미침을 알 수 있다. 고객지향성이란 보건의료기관이 그 기관의 서비스를 이용하는 사람들의 입장에서 사고하여 양질의 보건의료서비스를 제공하는 것을 말한다.
하지만 보건의료서비스 종사자에게 감정소진이 유발된다면 결국 고객지향성은 낮아질 수밖에 없고 해당 기관은 경영의 비효유성을 경험한다. 서비스 삽업 중에서 보건의료 시장에서는 종업원이 고객만족을 높이는 데에 가장 큰 역할을 한다. 몸이 불편한 환자를 대상으로 하는 보건의료조직의 종사자는 표면적으로 제공해야 하는 서비스에 대한 압박이 크다. 종사자 개인이 겪는 내면적 고충이나 갈등과 관계없이 조직에서 요구하는 감정표현규범을 위해 자신의 감정을 드러내지 않고 효율적인 업무 처리를 위해 감정노동을 겪는다. 이렇게 내면행동과 표면행동 사이에서 발생한 갈등은 종사자로 하여금 감정노동을 겪고 결국 감정소진으로 대표되는 소진을 경험한다.
감정노동으로 인한 감정소진은 결과적으로는 여러 방면에서 정서적, 육체적으로 부정적인 영향을 가져온다.
실제로 병원 현장에서 발생하는 감정노동으로 인한 종사자의 감정소진은 심각하다. 보건의료 종사자가 겪는 감정노동은 다른 서비스산업이나 비슷한 업무를 수행하는 전문적인 사업에 비해 상대적으로 매우 높은 편이다. 한 조사 결과에 따르면 '감정 노동 수행 80% 이상'이라는 의견이 26.8%, '업무 소진 80% 이상 증상'이 13.1%인 것으로 나타났다. 보건의료 노동자들은 환자나 보호자를 대할 때 솔직한 감정을 숨기고 일하거나(71.5%), 자신의 기분과 상관없이 웃거나 즐거운 표정을 짓고(67.2%), 환자·보호자를 응대할 때 실제 기분이 되도록 노력(54.8%)한다고 답변했다.

## 같이 보기
- 소진 (심리학)
- 학업소진